# Elisa Leonida Zamfirescu

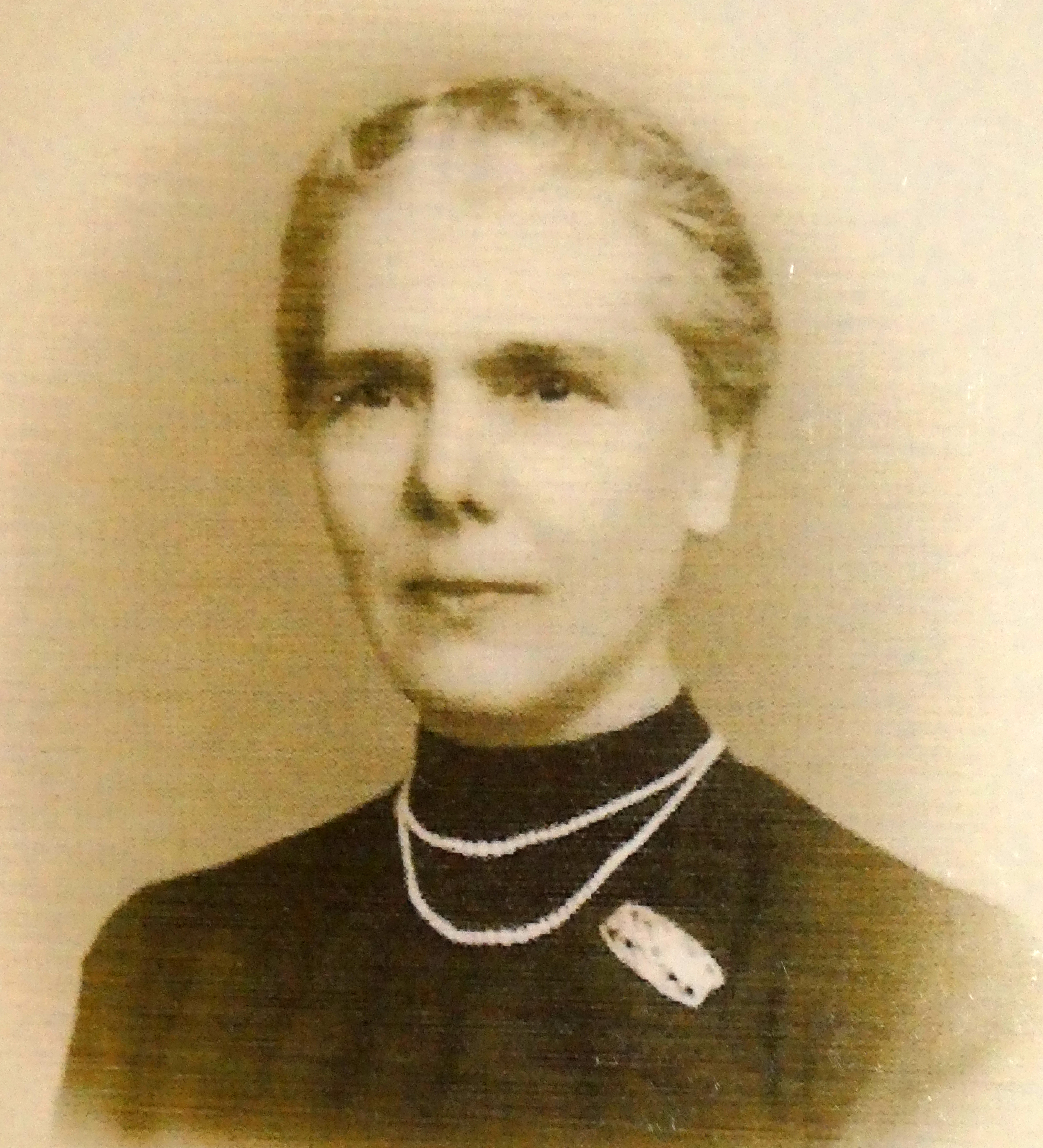
Elisa Leonida Zamfirescu

Elisa Leonida Zamfirescu (* 10. November 1887 in Galați; † 25. November 1973 in Bukarest) war eine rumänische Chemieingenieurin. Sie setzte sich für internationale Abrüstung ein.

## Kindheit und Jugend
Elisa Leonida Zamfirescu, geb. Leonida, wuchs mit zehn Geschwistern auf. Von ihren Geschwistern wurden einige bekannt in den Bereichen Bildhauerei, Film und Medizin. Ihr Bruder Dimitrie Leonida gründete 1909 in Bukarest das nach ihm benannte rumänische Technikmuseum, Muzeul Tehnic Dimitrie Leonida. 1918 heiratete Elisa Leonida den Ingenieur Constantin Zamfirescu, Bruder des Schriftstellers Duiliu Zamfirescu, und hatte mit ihm zwei Kinder.

## Studium und Karriere
Nach dem Abitur hatte Elisa Leonida am heutigen Bukarester Polytechnikum für Brücken- und Straßenbau studieren wollen, was ihr als Frau verweigert wurde.
1909 schrieb sich Elisa Leonida daraufhin an der Königlich Technischen Hochschule Charlottenburg, der heutigen TU Berlin, im Fach Maschinenbau ein, nicht ohne von Dekan Hoffman darauf hingewiesen zu werden, dass Frauen doch eine andere Berufung hätten. Durch ihren Abschluss im Jahr 1912 wurde sie eine der ersten diplomierten Ingenieurinnen Europas. Statt ein Stellenangebot von BASF anzunehmen, arbeitete Zamfirescu als Leiterin des Labors im Geologischen Institut in Bukarest, eine Stelle, die sie sich hatte erkämpfen müssen. Während des Ersten Weltkriegs war sie für das Rote Kreuz als Managerin der Krankenhäuser im Umkreis von Mărășești tätig.
Als Chemieingenieurin hat sich Zamfirescu mit der Erforschung der rumänischen Bodenschätze befasst und große Feldstudien durchgeführt, bei denen es insbesondere um die Erschließung neuer Ressourcen zu den Energieträgern Kohle, Ölschiefer, Gas sowie zu Chrom, Bauxit und Kupfer ging. Ihre Publikationen beschäftigen sich unter anderem mit der Ermittlung von Germanium in Kohle und Erzen, mit Bleicherde, mit Additiven für Mineralöle, mit Acrylharzen und mit der chemischen Zusammensetzung des Öls in den rumänischen Vorkommen.

## Diplomatie
Als Vorsitzende des Friedenskomitees ihres Instituts nahm Elisa Leonida Zamfirescu am Londoner Abrüstungsausschuss in Lancaster House teil.

## Auszeichnungen
- Elisa Leonida Zamfirescu wurde als erste Frau in den rumänischen Verband der Ingenieure (A.G.I.R.) aufgenommen.
- Seit 1993 trägt eine Straße im 1. Bezirk von Bukarest ihren Namen.[1]
- Seit 1997 wird der „Premiul Elisa Leonida-Zamfirescu“ durch die Nationale Frauenorganisation Rumäniens vergeben, mit dem Frauen für ihre Arbeiten in Wissenschaft und Technologie ausgezeichnet werden.
- Am 10. November 2018 wurde sie zu ihrem 131. Geburtstag von der Suchmaschine Google mit einem Doodle geehrt.[2]

## Schriften
- Contribuţiuni la studiul bauxitelor din România (1931). Zusammenfassung in Englisch.
- Studiul chimic al cromitelor din Munţii Orşovei (1939).